# Sam Perkins
Pour les articles homonymes, voir Perkins.
Samuel Perkins (né le 14 juin 1961, à Brooklyn, New York) est un ancien joueur américain de basket-ball, également connu sous le surnom de « Big Smooth ».

## Biographie
Il fut membre de l'équipe de Tar Heels de la Caroline du Nord championne NCAA en 1982. Il a été sélectionné dans l'équipe américaine qui a remporté la médaille d'or aux Jeux olympiques 1984. Il fut sélectionné au 4e rang de la draft 1984 par les Mavericks de Dallas, et fut nommé dans la NBA All-Rookie First Team. Il y évolua jusqu'en 1990. Il rejoint ensuite les Lakers de Los Angeles jusqu'en 1993 avec qui il participa aux Finales NBA 1991, puis les SuperSonics de Seattle où il restera jusqu'en 1998 où il participa aux Finales NBA 1996, avant de rejoindre les Pacers de l'Indiana avec qui il mettra un terme à sa carrière en 2001. Il atteignit avec Indiana les Finales NBA en 2000. Il a été codétenteur du record NBA du nombre de tirs à trois points inscrits sans en manquer un seul dans un match (8) contre les Raptors de Toronto en 1997 (record battu depuis notamment par Ben Gordon et Latrell Sprewell).
Il est connu pour avoir été un des premiers ailiers forts à recourir fréquemment au tir à trois points : « C’était difficile à imaginer des grands costauds se baladant autour de la ligne à 3-points. J’étais l’un des seuls à le faire parce que j’ai beaucoup travaillé mon tir. Je passais des heures après l’entraînement à shooter et à perfectionner ma technique. Il y a vingt ans, jamais les grands ne tiraient à 3-points à l’entraînement. C’était une hérésie. À l’exception de Terry Mills et de moi, je ne me rappelle pas de beaucoup d’autres joueurs de notre gabarit qui s’écartaient de la raquette pour tirer. »
Sam Perkins fut nommé "vice-président des relations avec les joueurs" des Pacers de l'Indiana en NBA en juin 2008.